# Gargeswari
Gargeswari là một thị trấn thuộc taluk Tirumakudal Narsipur, huyện Mysore, bang Karnataka, Ấn Độ.